# Любимовка (Житомирская область)
Люби́мовка (укр. Любимівка) (раньше — Вербов) — село на Украине, находится в Андрушёвском районе Житомирской области.
Код КОАТУУ — 1820386201. Население по переписи 2001 года составляет 500 человек. Почтовый индекс — 13426. Телефонный код — 4136. Занимает площадь 36,337 км².

## Адрес местного совета
13426, Житомирская область, Андрушёвский р-н, с.Любимовка, ул.Ленина